# 日本ジャーナリスト協会
公益社団法人日本ジャーナリスト協会（にほんジャーナリストきょうかい、英語: Journalists Association of Japan, 略称JAJ）は、は、縛りなく自由な報道を目指すジャーナリストによって2011年1月に発足し、取材、報道に携わるすべての記者に公平に開かれた記者会見の開催等の活動をしている団体。
自由報道協会として結成され、2012年（平成24年）10月1日より公益社団法人となった。2019年8月に改称して現在に至る。

## 概要
フリージャーナリストが殆どの記者クラブ主催の記者会見に入れないことを指摘し、記者会見オープン化を主張していることで、自由報道協会が発足された。寄付金を募り運営されている。「日本全国の公的な記者会見の開放を訴えるとともに、記者会見を代行主催する非営利団体」であり、「いわゆる『メディア』にはならない」としている。
2013年5月21日付の自由報道協会ホームページの「お知らせ」によれば、以降は自前の会見の開催より、公的な会見の開放を求める申し入れや、会員に対する記者証の発行など、フリーランス、海外メディア、ネット、雑誌などを舞台に活躍するジャーナリストのサポート活動に重点を移すとしている。
2012年からジャーナリストを表彰する、日本ジャーナリスト協会賞を運営する。2019年までの名称は自由報道協会賞。

## 沿革
- 2011年1月27日 - 発足。名称は「自由報道協会（仮）」[5]。
- 2011年4月 -「自由報道協会」となる。
- 2011年11月11日 -「一般社団法人自由報道協会」となる。
- 2012年1月27日 - 協会の設立一周年を記念して、すべてのジャーナリストを対象とした「自由報道協会賞」を創設する[3]。
- 2012年10月1日-「公益社団法人自由報道協会」となる。
- 2013年3月末をもって同協会の事務局を解散することが、元理事の田中龍作や設立準備会メンバー烏賀陽弘道によりツイートされる[6][7]。詳細は不明。
- 2013年5月17日：発足当時からの理事長である上杉隆が、自ら運営する「NO BORDER」の運営に専念するため辞任を発表（代表のみの辞任で、理事は継続）。
- 2013年5月18日：上杉の理事長辞任に伴い、新理事長として大貫康雄が理事からの昇格で就任。上杉隆は事務局長に就任[8]。
- 2015年6月18日：新たに会長職を設けることになり、初代会長に認知科学者の苫米地英人が就任。
- 2016年7月13日 ：2016年東京都知事選挙出馬に伴い、上杉隆が副代表・理事を辞任[9]。
- 2019年8月1日：団体名を「日本ジャーナリスト協会」に変更[10]。
- 自由報道協会賞は2020年開催の第9回から「日本ジャーナリスト協会賞」となる[11]。

## 組織
- 法的性格：公益社団法人
- 事務局所在地：東京都渋谷区道玄坂1-22-7
- 資金：会費、寄付金

## メンバー
（2019年3月5日現在）
- 会長：苫米地英人
- 理事長：大貫康雄
- 副代表：揖斐憲
- 理事：齊藤勁、佐藤勉、石橋薫、ピオ・デミリア
- 運営委員：山口一臣、小川匡則、片田直久
- 監事：伊田浩之